# Grupa doskonała
Grupa doskonała – grupa pokrywająca się ze swoim komutantem lub równoważnie grupa niemająca nietrywialnych ilorazów abelowych. O grupach takich można myśleć jako o „wyjątkowo nieprzemiennych”.

## Definicja
Grupa {\displaystyle G} jest doskonała, jeżeli zachodzi {\displaystyle [G,G]=G.}

## Własności
- Jeżeli {\displaystyle G} jest doskonała, a {\displaystyle N\trianglelefteq G} jest normalną podgrupą cykliczną, to {\displaystyle K\leqslant Z(G)}

## Przykłady
- Najmniejsza (nietrywialna) grupa doskonała to grupa alternująca {\displaystyle A_{5}.}
- Ogólniej, każda nieprzemienna grupa prosta jest doskonała, ponieważ komutant jest podgrupą normalną z przemiennym ilorazem.
- Każda grupa acykliczna jest doskonała, twierdzenie odwrotne nie jest prawdziwe: {\displaystyle A_{5}} jest doskonała, ale nie jest acykliczna (nie jest nawet superdoskonała).